# Kim Yŏng-ch’un
Kim Yŏng-ch’un (* 4. März 1935; amtlich 4. März 1936 in der Provinz Kōgendō oder Ryanggang-do; † 16. August 2018) war ein nordkoreanischer Militär und Politiker sowie Verteidigungsminister seines Landes.

## Leben
Kim Yŏng-ch’un studierte an der Revolutionsakademie in Mangyŏngdae (heute Kim-Il-sung-Militäruniversität) sowie zur Zeit der Sowjetunion an der Frunse-Militärakademie in Moskau.
1980 wurde er Kandidat, 1986 Mitglied des Zentralkomitees der Partei der Arbeit Koreas, gleichzeitig wurde er zum Generalleutnant befördert. 1987 erhielt er den Kim-Il-Sung-Orden, den höchsten Orden der Volksrepublik. Zwischenzeitlich zum Brigadier degradiert, wurde er 1990 wieder Armeegeneral. Bei der Verschwörung im 6. Armeekorps in Ch’ŏngjin in der Mitte der 1990er Jahre, die den Sturz Kim Il Sungs beabsichtigte und bei der der Korpskommandeur ums Leben kam, soll er im Rahmen seiner persönlich durchgeführten Untersuchung alle Rädelsführer arrestiert und daraufhin das gesamte 6. Korps aufgelöst haben.
1995, nach dem Tod des Staatschefs Kim Il-sung, wurde er zum Vizemarschall ernannt. Als loyaler Gefolgsmann von dessen Sohn Kim Jong-il half er diesem, seine Machtbasis in den ersten Jahren nach dem Tod Kim Il-sungs zu konsolidieren. Bereits vor seiner Ernennung zum Verteidigungsminister galt er als rechte Hand Kim Jong-ils und war über 14 Jahre lang Generalstabschef der Koreanischen Volksarmee und Mitglied der Nationalen Verteidigungskommission, des Führungsgremiums Nordkoreas.
Als Verteidigungsminister löste er im Februar 2009 Kim Il-ch’ŏl ab, der seit 1998 im Amt war. Bei der Parlamentswahl 2009 wurde er in die Oberste Volksversammlung gewählt. Zumindest seit Oktober 2010 war er auch Mitglied des Politbüros des ZK der Partei der Arbeit Koreas. 2012 wurde er als Verteidigungsminister abgelöst.
Trotz seiner Entfernung aus allen wichtigen Funktionen wurde ihm (nach dem Tode von Marschall Ri Ul-sol 2015) im April 2016 der Ehrenrang eines Marschalls der Koreanischen Volksarmee verliehen.
Am 16. August 2018 verstarb Kim Yŏng-ch’un im Alter von 82 Jahren an den Folgen eines Herzinfarktes.